# Chloorpyrifos
Chloorpyrifos is de gangbare (ISO-)naam voor O,O-di-ethyl-O-3,5,6-trichloor-2-pyridylthiofosfaat, een niet-systemisch insecticide dat behoort tot de organothiofosfaten. Het heeft ook een secundaire werking als acaricide en nematicide. Het is vergelijkbaar met chloorpyrifos-methyl, dat een dimethyl- in plaats van di-ethyl-ester is.
Chloorpyrifos is ontwikkeld door The Dow Chemical Company en kwam midden de jaren '60 van de 20e eeuw op de markt. Het is een van de meest gebruikte organofosfaat-pesticiden geworden. Het wordt door verschillende producenten verkocht (er rust geen octrooibescherming meer op de stof). In België zijn volgende producten op basis van chloorpyrifos erkend: Cyren (Cheminova Agro), Destroyer en Pychlorex (Agriphar), Dursban (Dow Agrosciences), Pyrinex (Makhtehsim-Agan) en Suxon (Nufarm). Ze worden vooral gebruikt bij de teelt van koolsoorten (Brassica), maar ook van asperge, prei, sierplanten, in boomkwekerij en teelaarde (potgrond). Ze moeten worden gebruikt als bodempesticide, dat wil zeggen in de bodem worden ingewerkt of aan de voet van de planten gegoten. Soorten waartegen ze worden ingezet zijn onder meer: aardrupsen, engerlingen (larven van de meikever), ritnaalden (kniptor) en emelten (langpootmuggen). Chloorpyrifos werkt echter niet selectief en tast alle insectensoorten aan.

## Toxicologie en veiligheid
De Wereldgezondheidsorganisatie heeft chloorpyrifos ingedeeld als een pesticide van klasse II, matig gevaarlijk.
Chloorpyrifos is acuut toxisch voor zoogdieren (ratten), vogels, vissen en bijen. Zoals vele andere organofosforverbindingen is het een acetylcholinesteraseremmer, en kan het effecten hebben op het zenuwstelsel, met als gevolg stuiptrekkingen en ademhalingsfalen. Recent onderzoek wijst uit dat chloorpyrifos gevaarlijker voor het ongeboren kind kan zijn dan eerder werd aangenomen. Het bleek dat deze kinderen een andere hersenstructuur hebben dan kinderen die het middel niet binnen kregen. Vooral de gebieden die emotie, impulsbeheersing en concentratie regelen, waren kleiner dan bij een normaal kind.

## Regulering
Chloorpyrifos is tot 31 januari 2020 in de Europese Unie toegelaten als werkzame stof in bestrijdingsmiddelen, maar op grond van kritisch onderzoek van het Europese Autoriteit voor Voedselveiligheid EFSA zou de toelating mogelijk niet verlengd worden.
In Litouwen, Slovenië, Denemarken, Duitsland, Finland, Zweden, Ierland, Letland, Noorwegen en IJsland geldt nu al een volledig verbod. In de VS is een verbod ingesteld door de staten Hawaï, Oregon, New York, Connecticut, New Jersey en Californië.
In december 2019 werd definitief besloten bestrijdingsmiddelen met chloorpyrifos vanaf 2020 te verbieden.